# مسكة (القصيم)
مِسْكَة مركز في منطقة القصيم في السعودية، وهو مركز فئة (أ) ويتبع إداريًا محافظة ضرية.

## الموقع الجغرافي
يقع مركز مِسْكَة في منطقة القصيم في موقع متميز ومتوسط من عدة قرى وهجر في عالية نجد شمال محافظة ضرية الذي نشأت معه وتقترن به، ولم يكن مأهولاً سواهما، لذلك سُميت بالقريات. وتقع مِسكة في مواقع حافلة بالأماكن التاريخية لأنها في مركز الحمى (حمى إبل الصدقة) في عهد الخليفة عمر بن الخطاب، وتحف بها جبال وهضاب مشهورة قديمًا مثل جبال شعباء وجبل المرقب وهضبة اللجاة وهضبة طخفة وجبل الخرش وجبل ليم وكبشة والنير. ويستدل بها العرب، وقد وردت في أشعار كثيرة سواء في الشعر العربي أو الشعر الشعبي.

## التسمية
سميت مسكة بهذا الاسم نسبة إلى أفخر أنواع الطيب وهو المسك حيث إن مؤسسها رشيدان بن حماد آل مظهر الكثيري، من بنو لام، قبل 400 عام تقريبًا قام بحفر بئر وعندما خرج الماء كان عذبًا جدًا فقال مثل ريح المسك فسُميت مِسْكَة واستمرت البئر في كونها مصدر جذب للناس في تلك الفترة الزمنية، وما تزال آثارها باقية حتى الآن ونشأت عليها مِسْكَة القديمة.

## التاريخ
ذُكرت مسكة في الحروب التي سبقت حصار الدرعية، قال عثمان بن بشر: «في سنة 1232 هـ خرج عبد الله بن سعود من الدرعية ونزل قرب الرس، واستلحق الشوكة التي مع حجيلان بن حمد في منطقة القصيم، وصار مسندًا وادي الرمة، وهو يريد الغارة على البوادي الذين مع الباشا، فأنذروا عنه ورحلوا عنه إلى الحناكية، ونزلوا على الباشا، فلما علم بذلك عبد الله بن سعود رجع من العلم ونزل مسكة القرية المعروفة في عالية نجد، فأقام عدة أيام.»

## الخدمات الحكومية
يوجد في مسكة الخدمات الحكومية التالية:
- إمارة مركز مسكة.
- مركز صحي.
- مكتب البريد السعودي.
- مدارس (للبنين وللبنات).
- جمعية البر الخيرية.[2]

## المناخ
مناخ صحراوي، حار جاف صيفًا، بارد ممطر شتاءً، وتبلغ درجة الحرارة صيفًا 45 درجة مئوية، وفي الشتاء تصل إلى ما دون الصفر.

## رئيس المركز
رئيس مركز مسكة هو حسين بن باني آل مظهر الكثيري.

## رؤساء مسكة السابقين
- رشيدان بن حماد آل مظهر الكثيري.
- محمد بن رشيدان آل مظهر الكثيري.
- باني بن رشيدان آل مظهر الكثيري.
- محمد بن باني بن رشيدان آل مظهر الكثيري.
- حسين بن نايف بن رشيدان آل مظهر الكثيري.
- حسين بن حسين بن نايف بن رشيدان آل مظهر الكثيري، توفي عام 1354 هـ.
- رشيد بن محمد بن شافي بن رشيدان آل مظهر الكثيري.
- محسن بن حسين بن حسين بن نايف بن رشيدان آل مظهر الكثيري.
- مرشد بن حسين بن حسين بن نايف بن رشيدان آل مظهر الكثيري.
- باني بن مرشد بن حسين بن حسين بن نايف بن رشيدان آل مظهر الكثيري.

## أعلام مسكة
- إبراهيم بن محمد العواجي، وكيل وزارة الداخلية سابقًا.
- رشيد بن حويل البيضاني، مدير عام كليات البنات في جدة.
- ممدوح بن ناصر الغنيم، استشاري في مستشفى الملك فيصل التخصصي في الرياض.[2]